# Союз русских шофёров
Сою́з ру́сских шофёров — один из профессиональных союзов русских эмигрантов-таксистов во Франции.

## История
Профессиональное объединение Союз русских шофёров было образовано в Париже путём слияния двух возникших ранее профессиональных союзов русских эмигрантов-таксистов: Объединённого союза русских шофёров (L’Union des chauffeurs de taxi russes de Paris), организованного в 1926 году, и Ассоциации русских шофёров и рабочих, созданной в 1927 году. В 1931 году в союз входило 1136 человек, и у него было два филиала в Ницце и Лионе.
Союз русских шофёров находился в доме 179 по улице Конвансьон и включал в себя библиотеку, столовую, парикмахерскую, буфет, спортивный зал и аптеку, продававшую лекарства со скидкой. Каждый вторник в Союзе бесплатно принимал врач. Также для членов Союза была бесплатная юридическая консультация с французскими адвокатами русского происхождения. С 1927 года у Союза был собственный дом отдыха и палаточный туристический лагерь с душем и электричеством на Ривьере.
Союз русских шофёров издавал два периодических издания: «Русский шофер» и ежемесячник «За рулём», в которых, помимо специальных статей, публиковались художественные произведения Константина Бальмонта, Александра Куприна, Алексея Ремизова, Гайто Газданова, Ивана Бунина, Я. Горбова, Бориса Поплавского и других писателей русской эмиграции.
Ежегодно Союз русских шоферов устраивал благотворительные балы, в которых принимали участие ведущие артисты русской эмиграции.

## Архив Союза русских шофёров
Предположительно крупнейший архив Союза русских шофёров принадлежал владельцу парижского магазина антикварной русской книги Le Bibliophile Russe Андрею Савину, и после его смерти был приобретён в составе общей коллекции Савина в 2002 году библиотекой Университета Северной Каролины в Чапел-Хилл при финансовой поддержке покровителей университета.
Архив «Союза русских шоферов» в Париже — «Очаг русских шофёров» Андрея Савина включает:
- досье членов Союза
- переписка с французскими общественными и государственными организациями
- протоколы заседаний
- финансовые отчеты
- речи членов Союза
- список членов Союза, погибших во Второй мировой войне
- список лиц, перемещённых в Германию на принудительные работы
- 4494 карточки с информацией о членах Союза[2]